# Komušina Donja
Komušina Donja (szerbül: Комушина Доња), település Bosznia-Hercegovinában, a Szerb Köztársaságban, Teslić községben.

## Fekvése
A település Bosznia-Hercegovina középső részének északi szélén, Dobojtól légvonalban 28, közúton 38 km-re délnyugatra, községközpontjától légvonalban 8, közúton 12 km-re délre, a Borja-hegység keleti lejtőin, és a Velika Usora bal partján és a felette emelkedő Kondžilo-hegy déli lejtőin, 260-520 méteres magasságban található.

## Népessége
| Nemzetiségi csoport | Népesség 1991 | Népesség 2013 |
| ------------------- | ------------- | ------------- |
| Szerb               | 14            | 0             |
| Bosnyák             | 4             | 0             |
| Horvát              | 1355          | 98            |
| Jugoszláv           | 48            | 0             |
| Egyéb               | 33            | 0             |
| Összesen            | 1454          | 98            |

## Története
Komušina az észak-boszniai Usora régió egyik fontosabb települése. Komušina az Usora-folyó középső folyásánál található, amely az Oćauš-hegység alatt ered, átfolyik Teslićen, mielőtt Doboj közelében a Bosznába ömlik. Az Usora folyó és mellékfolyói körüli területet egyszerűen Usorának nevezik. A 13. században Usorát bánságnak (banovina) is hívták. A Komušina név írásos említése először a 17. század első felében történt. Ugyanis Jerolim Lučić püspök, Drivast püspöke és a Boszniai Királyság apostoli helytartója (1634-1639) 1637. szeptember 29-én lelkipásztori látogatást tett és kiszolgáltatta a bérmálás szentségét a kuzmadanji plébánián, amelynek székhelye Komušini faluban volt.
A kuzmadanji plébánia első említése a kolostorok és plébániák 1623-as jegyzékében található, amelyet Bazilije Pandžić szerzetes tett közzé. A plébániát ekkor a Kraljeva Sutjeska kolostor plébániájaként emlegették. Egy másik, 1655-ös jelentésben, amelyet Maravić püspök küldött Rómába, megemlítik, hogy Kuzmadanj a Sutješća kolostor korzetében található. 1675-ös jelentésében Nikola Olovčić-Ogramić püspök is azt írja, hogy személyesen járt Kuzmadanjban. Az első fennmaradt komusinai anyakönyvek 1757-ből származnak. A komušinai plébánia katolikus lakosságának összeírását 1743-ban Pavao Dragičević és 1768-ban Marijan Bogdanović végezték. 1637-től megvan a Kuzmadanja, majd Komušina szolgálatában álló papok és lelkészek névsora is. A plébániát 1900-ig ferences atyák, majd egyházmegyei papok irányították.
A horvát lakosságú település 1878-ig tartozott az Oszmán Birodalomhoz, ekkor a berlini kongresszus határozata alapján az Osztrák-Magyar Monarchia része lett. 1879-ben az első osztrák-magyar népszámlálás során a Tešanji járáshoz és Komušina községhez tartozó Komušina településnek 98 háztartása és 824 horvát lakosa volt. 1910-ben a Tesanji járáshoz tartozó településen 148 háztartást és 1115 római katolikus lakost találtak. A monarchia szétesésével 1918-ban előbb a Szerb-Horvát-Szlovén Királyság, majd 1929-től a Jugoszláv Királyság része lett. 1921-ben Komušina községnek 1176 lakosa volt, ebből 1156 római katolikus, 18 ortodox és 2 muszlim volt . Az 1929-es törvény értelmében, amikor Bosznia-Hercegovinát négy banovinára, Drinskára, Vrbaskára, Zetskára és Primorskára osztották, a település a Vrbaska banovina része lett, amelynek székhelye Banja Luka volt. 
Jugoszlávia megszállása után a Független Horvát Állam (NDH) része lett. A második világháború után 1992-ig a település a szocialista Jugoszlávia keretében a Bosznia-Hercegovinai Népköztársaság része volt. A boszniai háborúban Komušina teljesen elpusztult. A daytoni egyezmény aláírása után a település Teslić község részeként a Szerb Köztársaság területéhez került.

## Nevezetességei
- A komušnai Kondžilo kegyhely Bosznia egyik legfontosabb katolikus zarándokhelye. Először 1779. szeptember 7-én említi Filip Čović atya, püspöki titkár, hogy Szűz Mária születése ünnepének előestéjén nagyszámú ember gyűlt össze mindenhonnan, mert itt a mennybe ment Szűz Mária régi és csodálatos képét őrzik. Feltételezések szerint a festmény legkorábban a 16. század végén készült, és azután érkezett Komušinba, hogy megvásárolták a Čapljić muszlim családtól a Tešnja melletti Mrkotići faluból. Bár a hagyomány szerint a családfő találta a képet a réten, tövisek között. A kegyképet évekig egy istállóban tartották, a tények valószínűleg másak. Ugyanis akkoriban maga Mrkotići falu nem volt teljesen muszlim, és még mindig voltak benne keresztény családok, és maga a Čapljić család is áttért az iszlám hitre. Kijelenthető tehát, hogy a festményt egy régi keresztény templomból mentették meg, amely a törökök bevonulása után elhanyagolt vagy elpusztult, és így a Čapljić család családi örökségébe került. Amikor a festmény ismertté vált, minden bizonnyal kényelmetlenséget okozott a muszlim tulajdonosnak, és átadta a katolikusoknak Komušinában, amely akkor három órányi sétára volt Mrkotićtól. A legfontosabb események a Szűzanya-zarándoklaton kívül a Nagyboldogasszony-plébánia védőszentjének ünnepéhez, majd a május utolsó szombati ifjúsági napi zarándoklathoz és október utolsó szombati zarándoklatához kapcsolódnak. A Nagyboldogasszony ünnepéről a plébániatemplomtól a kondžilai szent dombig hatalmas tömeg körmenetban emlékezik meg.[8]

- A komušinai kegykép mérete 110 x 110 cm, valószínűleg a velencei iskola alkotása, ismeretlen szerzőtől. A mennybe felvett Istenszülőt jelképezi. A festmény alján egy nyitott sír látható, ahonnan a Boldogságos Szűz Mária ölbe tett kézzel, hat angyallal körülvéve lebeg az ég felé. A fej köré csillagkoszorút festenek, a fej fölé ezüst korona van rögzítve. Bal és jobb oldalon egy-egy szent térdel a felhőkön; st. A bal oldalon Keresztelő János, a jobb oldalon a Szent Határidő. A Boldogságos Szűz Mária a boszniai muszlimok népviseletéhez, a dimiához hasonló szabású lila ruhába öltözött, zöldes köpenybe burkolózva, hagyományos hímzéssel. Ami a Szűzanya arcának ábrázolását illeti, elmondható, hogy a győztesen a mennybe emelkedő Anya szelíd tekintetét fejezi ki, ugyanakkor szomorúságot mutat a hátrahagyott fiak iránt.[9] A festményt 1888-ban Grazban restaurálták Felső-Bosznia első érseke, dr. Josip Stadler, 1949-ben pedig Gabrijel Jurkić festő restauráltatta. Miután 1992 augusztusában száműzték Komušinából, a festmény 1999-ben tért vissza Komušinába, amikor megkezdődött a Komušina-Kondžilo Vrhbosna érsekség lerombolt Szűzanya-szentélyének helyreállítása.[9] A Kondžilskai Szűzanya képét 1997 áprilisában, amikor első bosznia-hercegovinai lelkipásztori látogatása alkalmából a néhai II. János Pál pápa szentmisét tartott Szarajevóban, az oltár fölé helyezték.

- A Kondžilskai Szűzanya-szentélyben 1949-tól volt látható Gabrijel Jurkić festőművész által festett Szűzanya-festmény is. Az eredetivel megegyező méretű Szűzanya eredeti festmény mása volt, amelyet az Ifjúsági Napi körmenetben és az október végi kondžilói áhítatok alkalmával vittek. Sajnos az 1992-es háború forgatagában ennek a képnek végleg nyoma veszett. 2005. május 28-án azonban Vinko Puljić bíboros megáldotta a Kondžilska Szűzanya eredeti festményének új másolatát, amely Ante Mamuša akadémikus festő ajándéka és munkája.[9]

- A Kondžilo-szentélyegyüttes teljes építészeti projektjének szerves része fogadalmi kápolna. A Kondžilo-szentély építési munkái 2010-ben kezdődtek. Építése összetettsége és jelentősége miatt szakaszokra oszlik. Egyelőre csak a kápolna létesítménye készült el teljesen. A fekete üvegkápolna a Szentély fókuszpontja, a közösségi azonosulás helye, amelyet áthat az építészeti tervezést meghatározó mély szimbolizmus. A kápolna külsejében a keresztet magasba emelő, imádságra összekulcsolt kezet ábrázol, és emlékben őrzi az első, 1906-ból ismert szerény kápolna archetipikus sziluettjét. A teljesen üveg kápolna a domb tetején található, de a kápolna belsejébe való betekintést teljesen ellehetetleníti a fényvisszaverő fekete üveg. A kápolna introvertált belseje békés és méltó hely az imádságra és a szemlélődésre, mely védve van a külső belátástól, ugyanakkor szabad látást nyit mindenki előtt, aki benne tartózkodik. Ennek az üvegkápolnának a nyitott-zárt tere a pillanat összetettségét szimbolizálja, övizsgálatot, önkonfrontációt és transzcendenciát kínál.[10]

- A Nagyboldogasszony tiszteletére szentelt római katolikus plébániatemploma. A komušinai plébániatemplom építése 1982. május 4-én kezdődött. Az alapkő megáldását Marko Jozinović érsek végezte 1982. augusztus 15-én. A templom építését Žarko Vujica esperes és Anto Meštrović plébános folytatta, majd a bosznai háború pusztítása után Marko Mikić plébános újíttatta fel teljesen és díszíttette kívül-belül. A templomot Dr. Pero Sudar, Vrhbosna segédpüspöke szentelte fel. A templom őrzi a Boldogságos Szűzanya kegyképét, mely Mária mennybevételét ábrázolja, és a Kondžilskai Szűzanya kegyképeként ismert. A szentélyben a főoltár és a keresztút feletti ólomüveg ablakot a Gecsemáné-kertben Jézus imájával kezdődőenés a feltámadással védződően Anto Mamuša boszniai-hercegovinai művész készítette. Említést érdemel még a Jézus Szíve szobor, amelynek több száz éves története van.[11]